# Dieudonné Ndomaté
Dieudonné Ndomaté é ex-ministro das Artes, Cultura e Turismo da República Centro-Africana, e líder do anti-balaka, preso em 2021 por traição e posteriormente absolvido.

## Vida
Ele é tio paterno de Rodrigue Ngaibona, também conhecido como Andjilo, outro general anti-balaka. De 2004 a 2012 estudou na Universidade de Bangui.

### Guerra civil
Em 2013, Ndomaté ingressou no anti-balaka. A 5 de dezembro de 2013, deixou Bouca para participar no ataque a Bangui. Em dezembro de 2014, era subchefe de operações do anti-balaka do bairro de Boy-Rabe em Bangui. Em 2015, foi Coordenador Nacional encarregado das operações do anti-balaka. Após a transferência de Patrice-Edouard Ngaïssona para o Tribunal Penal Internacional em janeiro de 2019, Dieudonné Ndomaté tornou-se líder de facto da célula de Ngaïssona do anti-balaka. Ele foi um dos signatários do acordo de paz de 2019. Em 3 de março de 2019, o presidente Faustin-Archange Touadéra o nomeou Ministro das Artes, Cultura e Turismo.
Em 28 de março de 2020, dezesseis integrantes do anti-balaka foram presos em sua residência em operação policial. No início de abril de 2020, em manifestação de protesto, suspendeu sua participação no governo por alguns dias. Nas eleições de 2020, foi candidato independente pelo distrito de Batangafo I. Em 15 de dezembro de 2020, juntou-se à Coalizão de Patriotas pela Mudança (CPC) liderada pelo ex-presidente François Bozizé. Em 16 de dezembro, deixou Bangui em direção a Batangafo levando consigo alguns veículos que entregou aos rebeldes do CPC. Em 11 de maio de 2021, foi detido em Bouca por incitação à insurreição. No dia seguinte, foi transferido para Bangui e preso. Em 27 de maio de 2022, após duas semanas de julgamentos, ele e outras quinze pessoas foram absolvidos de todas as acusações devido à insuficiência de provas.